# Мельник-Солудчик Ольга Омелянівна
Ольга Омелянівна Ме́льник-Солу́дчик (нар. 23 червня 1960, Сілець) — українська художниця декоративного мистецтва; член Національної спілки майстрів народного мистецтва України з 1997 року.

## Біографія
Народилася 23 червня 1960 року в селі Сілці (нині Шептицький район Львівської області). 1985 року закінчила Львівський інститут прикладного та декоративного мистецтва, де навчалася у Якима Запаска, Михайла Курилича, Теофіла Максиська, Мирона Яціва.
Після здобуття фахової освіти викладала рисунок і живопис у Вижницькому училищі прикладного мистецтва; протягом 1987—2017 років працювала викладачем кафедри методики викладання образотворчого та декоративно-прикладного мистецтва Навчально-наукового інституту мистецтв Прикарпатського університету в Івано-Франківську.

## Творчість
Створює ікони зі стилізацією образів у візантійській традиції в аплікації соломкою та випалювання на ній. Серед робіт ікони:
- «Дорога до Бога» (2000);
- «Палладіум Данила Галицького» (2004);
- «Володимирська (Вишгородська) Богородиця» (2006);
- «Архангел Михаїл» (2013);
- «Трійця» (2014);
- «Більшівцівська Божа Матір» (2015).

Бере участь в обласних, всеукраїнських, міжнародних виставках з 1986 року. Персональні виставки відбулися в Івано-Франківську у 2000 році, Добротворі у 2008 році, Луцьку у 2010 році.
Окремі твори художниці зберігаються в Івано-Франківському краєзнавчому музеї, Добротвірському історико-краєзнавчому музеї.

## Мистецтвознавчий доробок
Співавторка навчального посібника «Культура краю. Малярство. Мій рідний край — Прикарпаття» (Івано-Франківськ, 2000; 2003), укладачка каталогу «Великодні артефакти в аплікації соломкою» (Івано-Франківськ, 2010). Авторка статей у збірці «Вісник Прикарпатського університету. Серія: Мистецтвознавство»:
- «Хоругви в сакральному мистецтві» (1999, випуск 1);
- «Парадигма релігійного мистецтва в декоруванні соломою» (2007, випуски 10–11);
- «Солом'яні вироби в діахронії архетипів Галичини, Волині, Рівненського Полісся першої чверті ХХ — початку ХХІ століття» (2008, випуск 14);
- «Солом'яні вироби в українській традиції Різдвяних свят Галичини, Волині, Поділля (20-ті — 30-ті роки ХХ — початку ХХІ століття)» (2011, випуск 23).